# Ca n'Hosta
Ca n'Hosta és una masia de Breda (Selva) inclosa a l'Inventari del Patrimoni Arquitectònic de Catalunya.

## Descripció
Edifici aïllat, situat en el trencall a la dreta de la sortida del nucli, en direcció Viabrea, just passat el restaurant Santa Anna. Masia de grans dimensions, amb coberta a dos vessants i de teula àrab. Està formada per dos habitatges i altres dependències de caràcter agrícola (que a causa d'un incendi l'any 1994 quedaren en molt mal estat).
La del darrere, la més antiga, era una casa de masovers, i està datada en el segle xvi. Consta de planta baixa i pis. Façana de pedra picada, porta amb dovelles, i dues finestres d'estil gòtic. La central té quatre lòbuls en forma de petites cares que ornamenten la part inferior de l'arc conopial i que reposa damunt d'unes bases amb dues cares esculpides a l'aresta, i a més té un petit balcó. L'altra finestra, més petita, també té arc conopial amb quatre arquets (però en aquest cas sense cares esculpides) i reposa sobre unes bases amb dues cares d'àngel treballades a l'aresta.
L'altre habitatge, on vivien els amos de la masia, és el més modern i està datat del 1866. Coberta a doble vessant, amb el ràfec de la teulada amb bigues de fusta. Té planta baixa i dos pisos, i en destaca una gran galeria amb arcades: tres grans arcs a la planta baixa, tres més al pis i cinc arcs més petits al segon.

## Història
El nom Host avé del cognom de la família, i encara avui es conserva donat que sempre hi ha hagut descendència masculina. La família Hosta ja consta l'any 1563. No gaire lluny hi ha el “pou de Glaç de Can Hosta” i les restes del “Molí de Can Hosta”. L'any 1994 hi hagué un important incendi a Breda i Can Hosta i el Molí d'en Fogueroles en patiren les conseqüències. En el cas de Can Hosta les dependències agrícoles han quedat sense sostre.